# Francisco López López
Pour les articles homonymes, voir Francisco López et López.
Francisco López López, né le 19 novembre 1965 à Barcelone (Catalogne, Espagne), est un footballeur espagnol qui jouait au poste d'attaquant.

## Carrière

### En club
Formé à La Masia, Francisco López López commence sa carrière professionnelle à l'âge de 18 ans avec le FC Barcelone B lors de la saison 1983-1984.
Lors de la saison 1984-1985, il joue un match en première division avec le FC Barcelone, en raison de la grève des joueurs professionnels. Barcelone remporte le championnat.
Lors des saisons 1985-1986 et 1986-1987, il est titulaire avec le FC Barcelone B en deuxième division. Lors de la saison 1987-1988, il alterne les matchs avec l'équipe réserve en D2 et avec l'équipe première en D1. Barcelone remporte la Coupe d'Espagne.
López López rejoint le Real Oviedo en 1988. En 1989, il joue avec l'UE Figueres en D2. En 1990, il passe dans les rangs de Levante UD en D2. Il joue la saison 1995-1996 avec le SD Huesca en Segunda división B (D3).

### Équipe nationale
Il débute avec l'équipe d'Espagne des moins de 20 ans lors de la saison 1984-1985.

## Palmarès
Avec le FC Barcelone :
- Champion d'Espagne en 1985
- Vainqueur de la Coupe d'Espagne en 1988
- Vainqueur de la Copa de la Liga en 1986